# Mercedes-Benz W 14
Der Mercedes-Benz W 14 ist die Weiterentwicklung des Prototyps der unteren Mittelklasse Mercedes-Benz W 01 von 1926, dem die Geschäftsleitung wegen seines teuren Sechszylindermotors keine Marktchancen einräumte. Wiederum sollte das Fahrzeug als Typ 5/25 PS angeboten werden.
Ferdinand Porsche überarbeitete das Konzept des W 01 und konstruierte einen Vierzylindermotor mit 1280 cm³ Hubraum und ebenfalls 25 PS (18,4 kW). Aufgrund der geringen Elastizität des Vierzylinders ließ er ein Vierganggetriebe vorsehen. So erreichte der Wagen eine Höchstgeschwindigkeit von 84 km/h. Von diesem Modell wurden 28 Prototypen, Tourenwagen und Limousine, gebaut.
Der Geschäftsleitung gefiel dieses Fahrzeug deutlich besser, sie definierte aber die Gewinnschwelle für dessen Herstellung auf 1000 Stück pro Monat. Dies hätte eine sofortige Investition von 10 Mio. RM erfordert, die man zu diesem Zeitpunkt nicht tätigen wollte. So wurde das Projekt Kompaktwagen endgültig ad acta gelegt.

## Technische Daten
| Mercedes-Benz 5/25 PS                        | Mercedes-Benz 5/25 PS                   |
| -------------------------------------------- | --------------------------------------- |
| Konstruktionsbezeichnung                     | W 14                                    |
| Produktionszeitraum                          | 1928                                    |
| Motor                                        |                                         |
| Arbeitsverfahren                             | Viertakt-Otto                           |
| Anordnung im Fahrzeug                        | vorn, längs; stehend                    |
| Motor-Typ / -Baumuster                       | M 14                                    |
| Zylinderzahl / -anordnung                    | 6 / Reihe                               |
| Bohrung × Hub                                | 68 × 88 mm                              |
| Gesamthubraum                                | 1280 cm³                                |
| Verdichtung                                  | 5,8                                     |
| Leistung / bei                               | 25 PS (18,4 kW) bei 3300/min            |
| Ventilanordnung / -anzahl                    | 1 Einlass, 1 Auslass / seitlich stehend |
| Gemischbildung                               | 1 Fallstromvergaser Solex 26 FVS        |
| Kraftstofftank: Anordnung / Fassungsvermögen | im Motorraum / 45 l                     |
| Fahrwerk und Kraftübertragung                |                                         |
| Reifen                                       | 27 × 4,55 Niederdruck                   |
| Angetriebene Räder                           | Hinterräder                             |
| Kraftübertragung                             | Kardanwelle                             |
| Getriebe und Fahrleistungen                  |                                         |
| Getriebe                                     | 4-Gang-Schaltgetriebe                   |
| Getriebeart                                  | Zahnrad-Wechselgetriebe                 |
| Höchstgeschwindigkeit                        | 84 km/h                                 |
| Kraftstoffverbrauch                          | 10 l                                    |
| Abmessungen und Gewichte                     |                                         |
| Radstand                                     | 2600 mm                                 |
| Spur vorne / hinten                          | 1340 / 1340 mm                          |
| Länge                                        | 3910 mm                                 |
| Breite                                       | 1630 mm                                 |
| Höhe                                         | 1580 mm                                 |
| Leergewicht (Wagengewicht)                   | 1000 kg                                 |
| Zul. Gesamtgewicht                           | 1400 kg                                 |
| Allgemeine Daten                             |                                         |
| Stückzahl                                    | 28                                      |
| Preise                                       | unverkäuflich                           |
| Belege                                       |                                         |